# Имаев, Руслан Равилевич
Руслан Равилевич Има́ев (род. 1 февраля 1994, Москва) — российский футболист, защитник.

## Биография
Воспитанник московской СДЮШОР-76. В 2009 году был в составе московского «Зенита», 2010—2011 — в системе «Локомотива».
Летом 2012 перешёл в ФК «Калуга». В первой половине сезона 2013/14 провёл 7 матчей в первенстве ПФЛ. В феврале 2014 года перешёл в «Подолье», в котором за 1,5 сезона в первенстве ПФЛ в 26 играх забил один гол. В сезоне 2015/16 на профессиональном уровне не выступал. Перед сезоном 2016/17 перешёл в клуб ФНЛ «Нефтехимик» Нижнекамск, за который провёл два матча — 11 июля вышел на замену на 74-й минуте в матче первенства с «Енисеем» (1:0), 24 августа отыграл полный матч 1/32 Кубка России против «Челябинска» (0:2). В начале октября покинул команду, в феврале 2017 подписал контракт с клубом «Знамя Труда», в первенстве ПФЛ сыграл 9 матчей, забил один гол.
В июле 2017 перешёл в клуб «Дачия» Кишинёв, в чемпионате Молдавии дебютировал 30 июля в игре против «Сперанца» (Ниспорены). В марте 2018 года был заявлен за клуб «Рубин» Ялта, выступавший в Премьер-лиге КФС. В августе 2018 года заявлен за клуб «Крымтеплица» Премьер-лиги КФС. С 2019 года играл за клубы Московской области — «Зоркий» и «Лобня». В 2023 году, ещё будучи игроком красногорской команды и продолжая играть во Второй лиге, начал выступать за медиафутбольный клуб «Амкал».